# Стохастична модель
Стохастична модель (імовірнісна модель) - модель, у якій використовується одна або більше випадкових величин для врахування невизначеності процесу, або в якій вхідні дані будуть представлені відповідно до деякого статистичного розподілу.
Стохастична модель - математична модель, в якій параметри, умови функціонування і характеристики стану об'єкта, що моделюється представлені випадковими величинами і пов'язані стохастичними (випадковими, нерегулярними) залежностями, або вихідна інформація також представлена випадковими величинами. Отже, характеристики стану в моделі визначаються не однозначно, а через закони розподілу їх ймовірностей. Моделюються, напр., стохастичні процеси в теорії масового обслуговування, в мережевому плануванні та управлінні і в інших областях. При побудові С. м. застосовуються методи кореляційного і регресійного аналізів, інші статистичні методи.